# Rey Ordóñez
Reynaldo Ordóñez (La Habana, Cuba, 11 de enero de 1971), más conocido como Rey Ordóñez, es un exjugador profesional cubano de béisbol que se desempeñó en la posición de campocorto en las Grandes Ligas de Béisbol (MLB). Logró obtener tres Guantes de Oro.

## Carrera
Ordóñez jugó como profesional siete temporadas en New York Mets (1996-2002), después pasó a Tampa Bay Devil Rays (2003), luego a Chicago Cubs, donde jugó una temporada (2004), y fue el equipo en el que se retiró.

## Premios
Fue galardonado con el Guante de Oro en tres oportunidades (1997, 1998 y 1999).